# Víctor Morales Salas
Víctor Morales Salas (Santiago, 10 de mayo de 1905-Ibidem, 22 de mayo de 1938) fue un futbolista chileno que jugaba de defensa.
Desarrollo la mayor parte de su carrera futbolística en Colo-Colo, donde fue integrante del plantel que realizó la gira internacional de 1927.
Con la selección chilena participó en los Campeonatos Sudamericanos de 1924 y 1926, los Juegos Olímpicos de Ámsterdam 1928 y la Copa Mundial de Fútbol de 1930.

## Trayectoria
Comenzó a jugar al fútbol desde pequeño y cuando tenía 18 años ingresó a jugar en el Deportivo Mc Kay, en el que destacó como defensa y como mediocampista.
Luego pasó a jugar en el Camilo Henríquez de la Liga Nacional Obrera y gracias a sus actuaciones en este club logró ser nominado a la selección nacional.
Después llegó a las filas de Colo-Colo, en el que sus notables campañas en la zaga del club en compañía de Ernesto Chaparro o Jorge Linford lo llevaron a la gira internacional de 1927, donde el club albo disputó partidos con clubes de América y también con equipos en Europa. Estuvo durante once temporadas en el club y conquistó varios títulos. Luego una lesión lo alejó del profesionalismo en el año 1937 y Eduardo Camus ocupó su puesto.
A mediados del año 1933 hubo un conflicto interno en Colo-Colo y "Vitoco" junto a otros jugadores albos emigraron al Morning Star, el equipo hizo una buena campaña y volvieron al año siguiente al equipo albo.
Después de recuperado de su lesión, actuó en el fútbol amateur defendiendo al Tracción Eléctrica. En este conjunto actuaba cuando falleció el 22 de mayo de 1938 en el Hospital del Salvador luego de un ataque al corazón.

## Selección nacional
Fue internacional con la selección chilena entre los años 1924 y 1930, participó en una edición de la Copa Mundial de Fútbol, en una edición del Torneo Olímpico de Fútbol y en dos ediciones del Campeonato Sudamericano. Jugó once partidos oficiales, además participó en seis partidos no oficiales, su estadística final como seleccionado fue de diecisiete partidos.
Fue convocado por primera vez por el entrenador Carlos Acuña para participar en un amistoso de preparación, con miras a elegir jugadores para el sudamericano. Enseguida fue seleccionado para asistir al Campeonato Sudamericano 1924, fue titular en tres encuentros en el torneo.
Formó parte del plantel que disputó el Campeonato Sudamericano de 1926, que se disputó en Santiago. Fue como reserva, pero jugó como titular en el triunfo por 5-1 contra Paraguay.
Fue llamado para un amistoso ante Uruguay en el Valparaíso Sporting Club, durante la etapa de preparación para los Juegos Olímpicos de Ámsterdam.
Luego fue seleccionado para el Torneo Olímpico de Fútbol 1928, fue titular en el encuentro frente a Portugal por la primera ronda de los Juegos Olímpicos, que significó la eliminación del torneo para Chile al caer derrotado por 2:4. Ya eliminado, Chile disputó un torneo de consuelo frente a México y  Países Bajos, en el que Chile saldría victorioso. Vitoco  jugó ambos encuentros.
Luego fue nominado para viajar al Mundial en tierras charrúas, fue titular en el primer partido de la selección chilena en un mundial haciendo dupla defensiva con Ulises Poirier, cerca del final de dicho partido sufrió un desmayo cerca de su propia valla, que lo obligó a abandonar el encuentro y perderse el segundo partido. Ya recuperado disputó el último encuentro del Mundial para Chile frente a Argentina, siendo este su último partido con Chile.

### Participaciones en Copas del Mundo
| Torneo               | Sede    | Resultado    | Partidos |
| -------------------- | ------- | ------------ | -------- |
| Copa Mundial de 1930 | Uruguay | Primera fase | 2        |
| Total                | Total   | Total        | 2        |

### Participaciones en Juegos Olímpicos
| Torneo                  | Sede         | Resultado        | Partidos |
| ----------------------- | ------------ | ---------------- | -------- |
| Juegos Olímpicos 1928   | Ámsterdam    | Ronda preliminar | 1        |
| Torneo de Consuelo 1928 | Países Bajos | Campeón          | 2        |
| Total                   | Total        | Total            | 3        |

### Participaciones en el Campeonato Sudamericano
| Torneo                       | Sede    | Resultado     | Partidos |
| ---------------------------- | ------- | ------------- | -------- |
| Campeonato Sudamericano 1924 | Uruguay | Cuarto lugar  | 3        |
| Campeonato Sudamericano 1926 | Chile   | Tercer puesto | 1        |
| Total                        | Total   | Total         | 4        |

### Partidos internacionales
| 1     | 12 de octubre de 1924   | Campos de Sports, Santiago, Chile             | Chile        | 0-1 | Uruguay  | Amistoso                         |
| 2     | 19 de octubre de 1924   | Gran Parque Central, Montevideo, Uruguay      | Uruguay      | 5-0 | Chile    | Campeonato Sudamericano 1924     |
| 3     | 25 de octubre de 1924   | Gran Parque Central, Montevideo, Uruguay      | Argentina    | 2-0 | Chile    | Campeonato Sudamericano 1924     |
| 4     | 1 de noviembre de 1924  | Gran Parque Central, Montevideo, Uruguay      | Paraguay     | 3-1 | Chile    | Campeonato Sudamericano 1924     |
| 5     | 3 de noviembre de 1926  | Campos de Sports, Santiago, Chile             | Chile        | 5-1 | Paraguay | Campeonato Sudamericano 1926     |
| 6     | 10 de diciembre de 1927 | Valparaíso Sporting Club, Viña del Mar, Chile | Chile        | 2-3 | Uruguay  | Amistoso                         |
| 7     | 27 de mayo de 1928      | Estadio Olímpico, Ámsterdam, Países Bajos     | Portugal     | 4-2 | Chile    | Juegos Olímpicos 1928            |
| 8     | 5 de junio de 1928      | Monnikenhuize, Arnhem, Países Bajos           | Chile        | 3-1 | México   | Torneo de Consuelo Olímpico 1928 |
| 9     | 8 de junio de 1928      | Stadion Spangen, Róterdam, Países Bajos       | Países Bajos | 2-2 | Chile    | Torneo de Consuelo Olímpico 1928 |
| 10    | 16 de julio de 1930     | Gran Parque Central, Montevideo, Uruguay      | Chile        | 3-0 | México   | Copa Mundial 1930                |
| 11    | 22 de julio de 1930     | Estadio Centenario, Montevideo, Uruguay       | Argentina    | 3-1 | Chile    | Copa Mundial 1930                |
| Total |                         |                                               | Presencias   | 11  |          |                                  |

| 1     | 9 de noviembre de 1924 | Estadio Jorge Newbery, Buenos Aires, Argentina    | Huracán                | 0-0 | Chile | Amistoso |
| 2     | 15 de junio de 1928    | Waldstadion, Frankfurt, Alemania                  | Selección de Frankfurt | 6-2 | Chile | Amistoso |
| 3     | 16 de junio de 1928    | Stadion am Gesundbrunnen, Berlín, Alemania        | Hertha Berlín          | 4-1 | Chile | Amistoso |
| 4     | 22 de junio de 1928    | VfB Stadion, Leipzig, Alemania                    | Selección de Leipzig   | 3-2 | Chile | Amistoso |
| 5     | 23 de junio de 1928    | Müngersdorfer Stadion, Colonia,Alemania           | Selección de Colonia   | 1-2 | Chile | Amistoso |
| 6     | 27 de junio de 1928    | Stade Olympique Yves du Manoir, Colombes, Francia | Red Star Olympique     | 4-3 | Chile | Amistoso |
| Total |                        |                                                   | Presencias             | 6   |       |          |

## Clubes
| Club             | País  | Año         |
| ---------------- | ----- | ----------- |
| Deportivo Mc Kay | Chile | 1923        |
| Camilo Henríquez | Chile | 1924 - 1925 |
| Colo-Colo        | Chile | 1926 - 1933 |
| Morning Star     | Chile | 1933        |
| Colo-Colo        | Chile | 1934 - 1937 |

## Palmarés

### Torneos locales
| Título                                             | Club      | País  | Año  |
| -------------------------------------------------- | --------- | ----- | ---- |
| Serie F de la Liga Central de Football de Santiago | Colo-Colo | Chile | 1928 |
| Liga Central de Football de Santiago               | Colo-Colo | Chile | 1929 |
| División de Honor                                  | Colo-Colo | Chile | 1930 |

### Torneos nacionales
| Título                        | Club      | País  | Año  |
| ----------------------------- | --------- | ----- | ---- |
| Campeonato de Apertura        | Colo-Colo | Chile | 1933 |
| Campeonato Nacional de Clubes | Colo-Colo | Chile | 1936 |